# Talnach
Talnach è una località della Russia fondata nel 1960, situata a circa 25 kilometri a nord-est di Noril'sk. È separata da questa dal fiume Noril'skaja ed è situata ai piedi dell'altopiano Putorana. Appartiene al territorio di Krasnojarsk.

## Presente
Dopo aver ottenuto nel 1982 lo status di città, nel 2005 Talnach è stata unita amministrativamente a Noril'sk.
Facendo ora parte di Noril'sk è stata dichiarata, come questa, città chiusa: è vietato l'ingresso agli stranieri se non per giustificati motivi di lavoro o invito di residenti nella città.
A sud-est di Talnach vi è un piccolo impianto sciistico per sci di fondo e sci alpino. Nei pressi dell'impianto vi è la gola delle Rocce Rosse, costituita da una cascata ed un piccolo bacino lacustre (profondo 9 metri), circondato da una parete rocciosa dal colore rossastro, dove durante l'estate vengono praticate arrampicata ed alpinismo.

## Economia
Talnach è il sito della maggior parte delle miniere (per un totale di 3000 km di gallerie) che servono la produzione di nickel e di altri materiali nell'industria metallurgica locale della MMC Norilsk Nickel. Il minerale talnakhite prende il nome proprio dalla città di Talnach, dove è stato scoperto nel 1963.
Nel 1966 venne rinvenuto per la prima volta il minerale Zvyagintsevite.
Nell'area di Talnach vi sono diverse miniere:
- Faro: la prima miniera della città, inaugurata nel 1961
- Komsomol: Inaugurata nel 1971
- Ottobre: la miniera più grande, inaugurata nel 1974
- Tajmyr: inaugurata nel 1981
- Rocciosa: in augurata nel 2004, è ancora in costruzione ed è la miniera più profonda di tutta l'Eurasia (arriverà a 2200 metri di profondità entro il 2030). Nel 2018 si sono già raggiunti i 2056 metri.[5]

## Società

### Evoluzione demografica

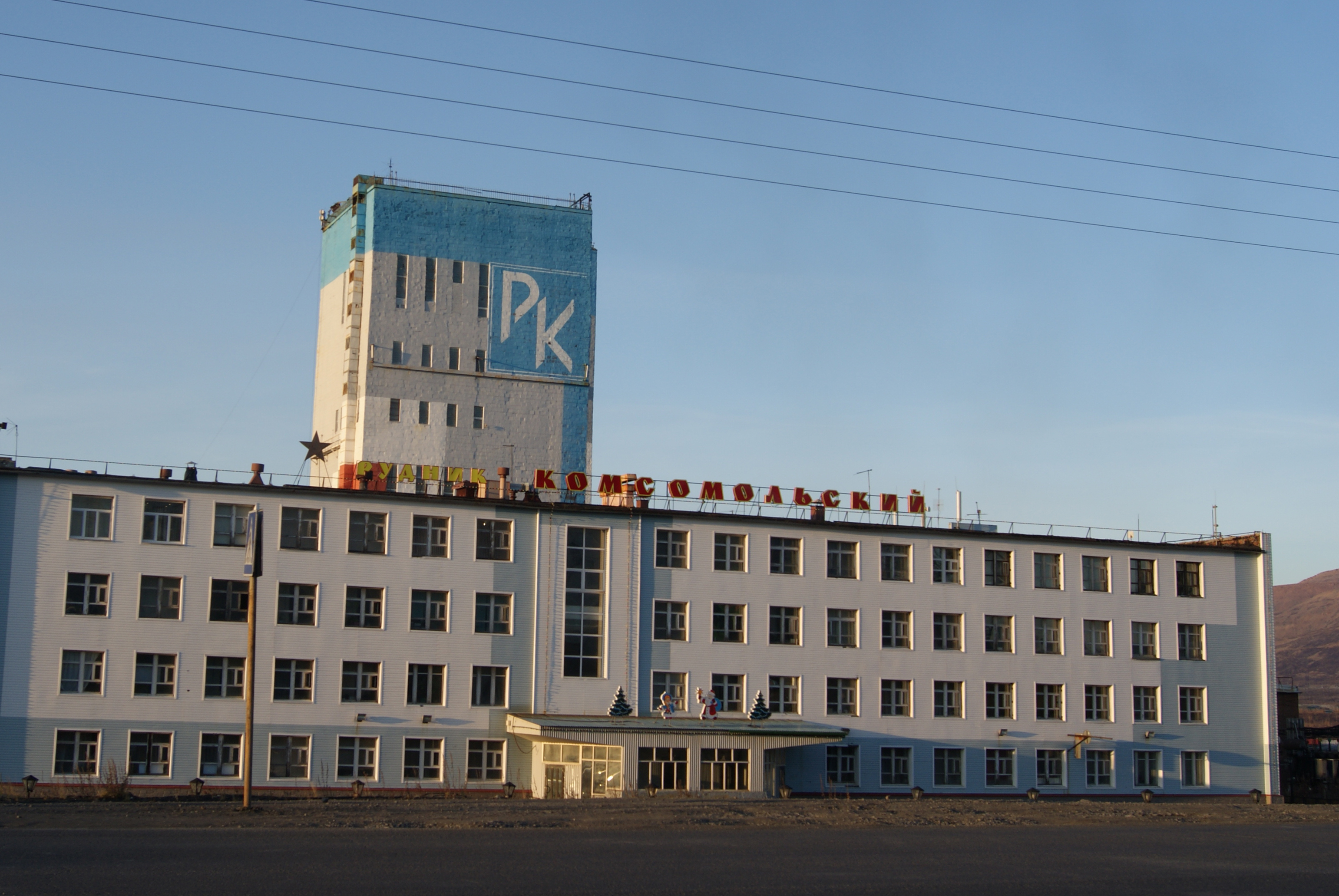
Edificio di rappresentanza della miniera Komsomol.

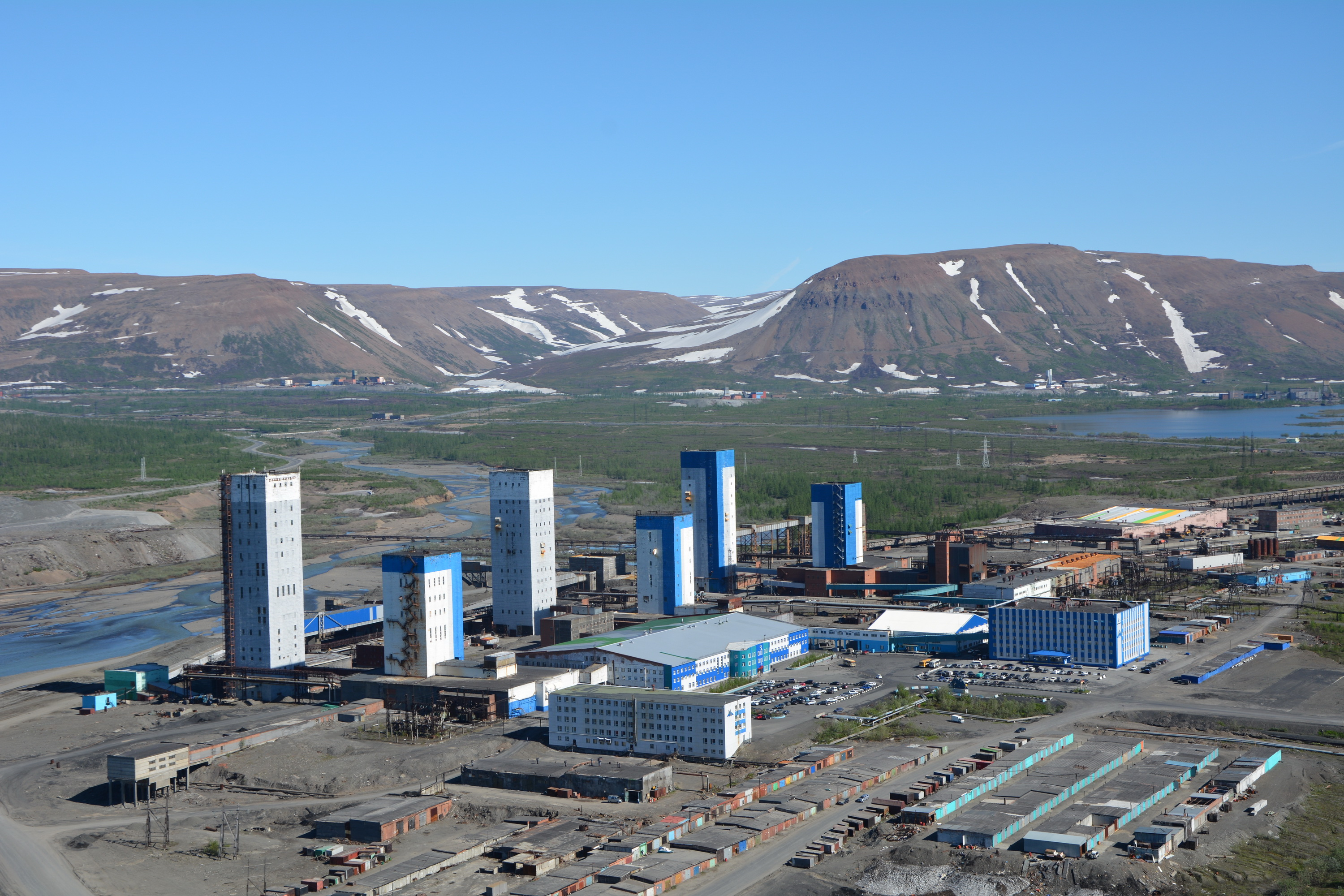
Veduta degli edifici di rappresentanza della miniera Ottobre.

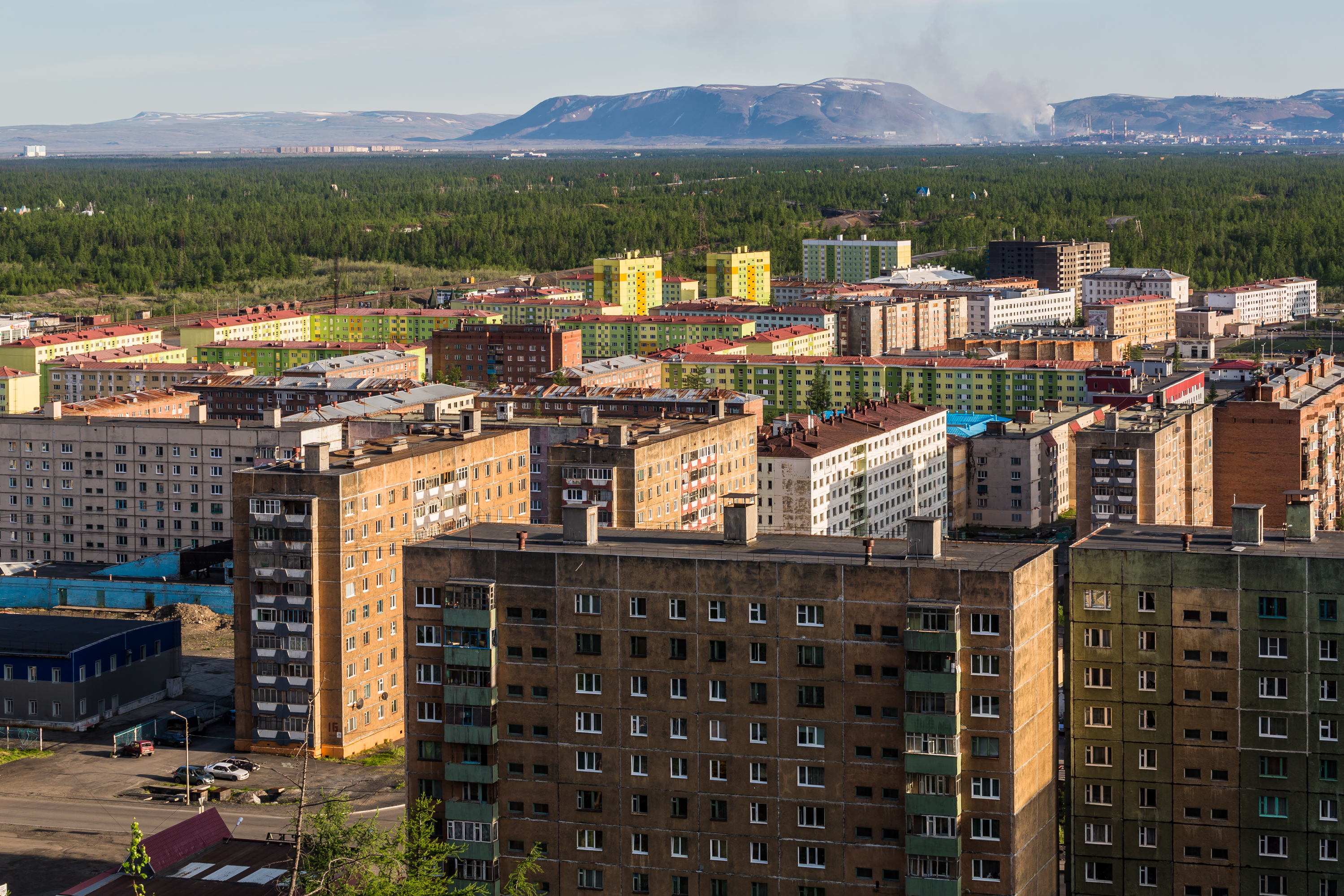
Veduta della città, sullo sfondo vi sono le ciminiere di Noril'sk

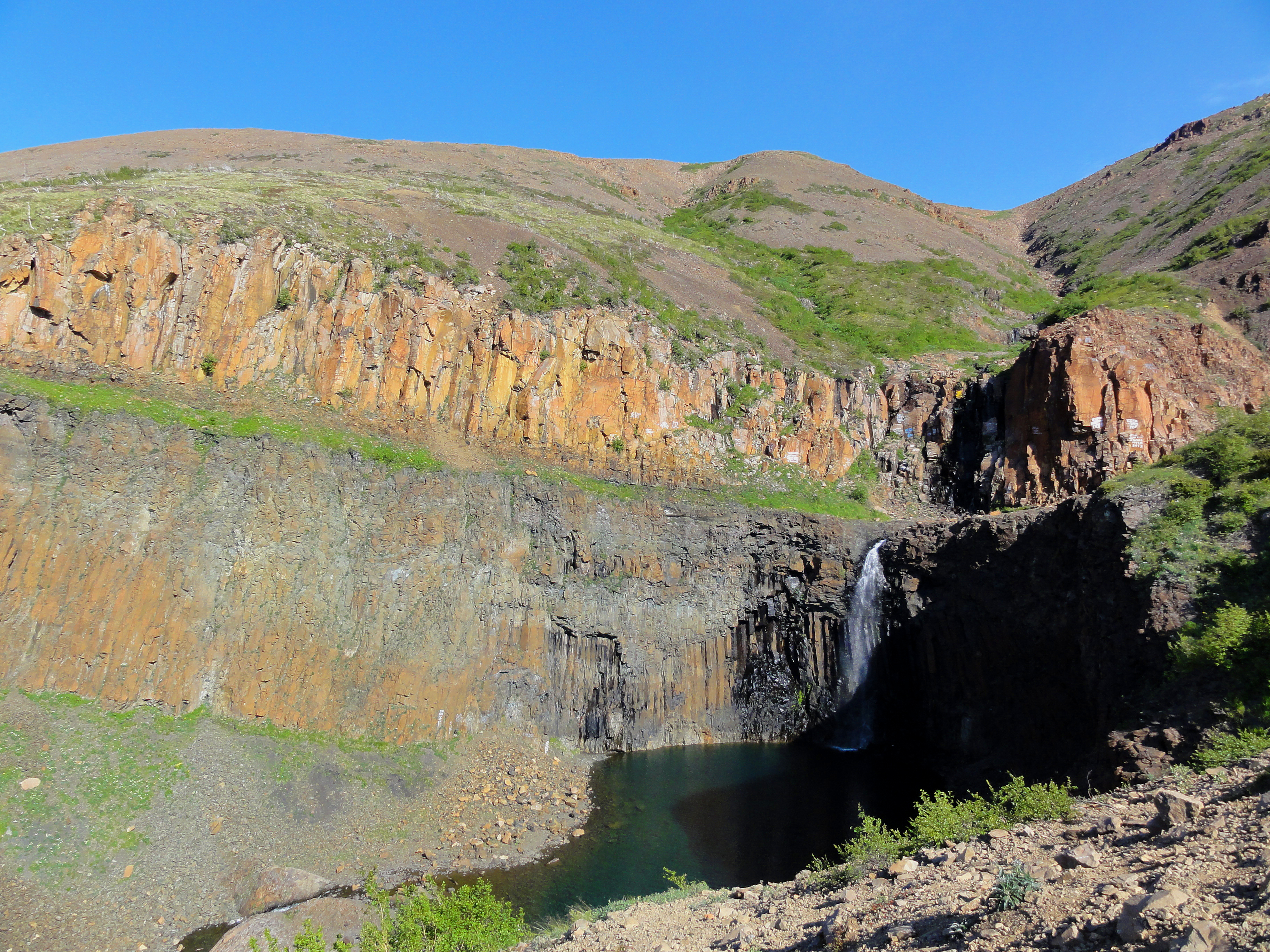
Il complesso delle Rocce Rosse, situato a 6 km ad est di Talnach

| Evoluzione Demografica |       |        |        |        |        |        |        |        |
| Anno                   | 1970  | 1979   | 1989   | 2002   | 2005   | 2006   | 2010   | 2021   |
| Abitanti               | 9.300 | 33.400 | 62.800 | 58.700 | 58.200 | 56.000 | 47.175 | 47.216 |

## Geografia fisica

### Clima
- Temperatura media annua: -10,5°С.
- Temperatura media del mese più freddo (gennaio): -27,4°С.
- Temperatura media del mese più caldo (luglio): +14,7°С.
- Massima temperatura registrata: +32,6°С
- Minima temperatura registrata: -54,2 °С
- Precipitazioni medie annue: 743 mm.

Talnach è una delle città più fredde al mondo con 265 giorno all'anno con le temperature sotto 0 °C.

La neve permane al suolo per circa 8 mesi dal mese di ottobre fino al mese di giugno.
La notte polare dura da dicembre a metà gennaio, così come in estate il Sole non tramonta mai per circa due mesi.

## Infrastrutture e trasporti

### Aereo
La città è servita dall'Aeroporto di Noril'sk-Alykel' con i voli di linea diretti verso principali città della Russia europea e della Siberia.